# Alvin Sargent
Alvin Sargent, született Alvin Supowitz (Philadelphia, Pennsylvania, 1927. április 12. – Seattle, Washington, 2019. május 9.) kétszeres Oscar-díjas amerikai forgatókönyvíró.

## Filmjei
- Gyalogáldozat (Gambit) (1966, Jack Davies-szel)
- A lopakodó hold (The Stalking Moon) (1968, Wendell Mayes-szal)
- Első szerelem (The Sterile Cuckoo) (1969)
- Törvénysértő seriff (I Walk the Line) (1970)
- Türelmetlen szív (The Impatient Heart) (1971, tv-film)
- A gammasugarak hatása a százszorszépekre (The Effect of Gamma Rays on Man-in-the-Moon Marigolds) (1972)
- Papírhold (Paper Moon) (1973)
- Szerelem, vagy amit akartok (Love and Pain and the Whole Damn Thing) (1973)
- Júlia (Julia) (1977)
- Bobby Deerfield (1977)
- Próbaidő (Straight Time) (1978, Jeffrey Boammal)
- Átlagemberek (Ordinary People) (1980)
- Call girl ötszázért (Nuts) (1987, Tom Toporral és Daryl Ponicsannal)
- Dominick és Eugene (Dominick and Eugene) (1988)
- A gyönyör rabjai (White Palace) (1990, Ted Tally-vel)
- A nagy likvidátor (Other People's Money) (1991)
- Isten nem ver Bobbal (What About Bob?) (1991, Laura Ziskinnel)
- Mondvacsinált hős (Hero) (1992, Laura Ziskinnel és David Webb Peoples-szel)
- Segíts, mumus! (Bogus) (1996)
- Mindenütt jó (Anywhere but Here) (1999)
- A hűtlen (Unfaithful) (2002, William Broyles Jr.-ral)
- Pókember (Spider-Man) (2002; nem szerepel a stáblistán)
- Pókember 2. (Spider-Man 2) (2004)
- Pókember 3. (Spider-Man 3) (2007, Sam Raimival és Ivan Raimival)
- A csodálatos Pókember (The Amazing Spider-Man) (2012, James Vanderbilttel és Steve Kloves-sza)

## Díjai
- Oscar-díj a legjobb adaptált forgatókönyvnek
  - 1977: Júlia (Lillian Hellman: Pentimento című regénye alapján)
  - 1980: Átlagemberek (Judith Guest regénye alapján)